# 鹿の王 ユナと約束の旅
『鹿の王 ユナと約束の旅』（しかのおう ユナとやくそくのたび）は、上橋菜穂子のファンタジー小説『鹿の王』を原作とした日本の長編アニメーション映画。監督は安藤雅司と宮地昌幸。Production I.G制作、東宝配給で2022年2月4日に劇場公開。
キャッチコピーは『それでも、生きていく』『運命に抗え。未来を変えろ。』

## 概要
本作は、2015年度の本屋大賞と日本医療小説大賞をダブル受賞し、シリーズ累計250万部を突破した上橋菜穂子のベストセラー小説『鹿の王』を劇場アニメ化した作品。物語は、強大な帝国が支配する世界を舞台に、世界を侵食する謎の病から生き延び、過酷な運命に立ち向かう血の繋がらない父と娘の旅を描いた医療ファンタジーである。
監督は、スタジオジブリの『もののけ姫』『千と千尋の神隠し』、そして新海誠の『君の名は。』という邦画の歴代興行収入ランキング上位5作品のうち３作品でキャラクターデザインや作画監督を務めた国内トップアニメーターの一人である安藤雅司と、同じくスタジオジブリの『千と千尋の神隠し』において宮崎駿監督の助手を務め、『伏 鉄砲娘の捕物帳』を監督した宮地昌幸が共同で担当。脚本は、これも元スタジオジブリの岸本卓が、そして制作は『攻殻機動隊』シリーズなどで知られるProduction I.Gが担当した。安藤は監督以外にキャラクターデザインと作画監督も担当している。また、共同監督という形ではあるが、数多くの作品にアニメーターとして関わってきた安藤にとっては初の監督作品となる。
2021年6月開催のフランスのアヌシー国際アニメーション映画祭2021の長編部門コンペティションへ選出された。

## あらすじ
かつて最強の戦士団と呼ばれた「独角」の頭だったヴァンは、強大なツオル帝国に敗れ、岩塩鉱で奴隷として囚われていた。ある日、奇妙な山犬の群れが岩塩鉱を襲い、謎の病が発生した。全滅する人々の中、山犬に噛まれながら命を取り留めるヴァンと、幼い少女ユナ。
山犬の群れは体内に黒狼熱（ミッツァル）のウイルスを持っていた。その秘密を知り、岩塩鉱を襲わせたのは、ツオル帝国の属国であるアカファの王だった。ツオルを憎むアカファ王は、黒狼熱（ミッツァル）による帝国の弱体化と、アカファ国の復権を狙っていたのだ。
ツオル帝国の医術師ホッサルは、岩塩鉱から逃亡したヴァンの体内に、黒狼熱（ミッツァル）に対する抗体があると推測した。ヴァンの生き血から薬を作る為に、追跡を開始するホッサル。
黒狼熱（ミッツァル）を持つ山犬の群れは、「犬の王」こと能力者のケノイに操られていた。年老いたケノイは、ヴァンに「犬の王」を継がせる為に、山犬を使ってユナを拉致した。ユナを追って火馬の郷に向かうヴァン。共に隠れ住むうちに、ヴァンはユナを実の娘のように思っていたのだ。
火馬の郷には、かつてツオル帝国に敗れた戦士オーファンら、アカファの残党も潜んでいた。山犬の群れと共にツオル皇帝への反乱を企てるオーファン。医術師ホッサルも火馬の郷に入り、ヴァンの血から血清を作ることに成功した。
「犬の王」を継ぐことを拒否するヴァン。しかし、王を継ぐ能力はユナにも宿っていた。無意識の状態で山犬の群れを率い.ツオル皇帝に迫るユナ。直前でユナを止めるヴァン。ユナの催眠を解いたヴァンは、ひとり山犬の群れを率いて姿を消した。ユナを救い、人里で平和に暮らさせる為に、ヴァンはあえて「犬の王」になる道を選んだのだ。
医術師ホッサルは、アカファの民が黒狼熱（ミッツァル）から守られて来た理由を解明した。アカファ王は反逆を諦め、里には平和が戻った。やがて成長したユナは山中で、山犬の群れを率いる「鹿の王」を目にするのだった。

## 登場人物
ヴァン
声 - 堤真一
生き残った「独角」最後の戦士。
ユナ
声 - 木村日翠
身寄りのない少女。
ホッサル
声 - 竹内涼真
病の謎を追う天才医師。
サエ
声 - 杏
アカファ王国の刺客。抗体を持つ者を追う狩人。
ヨタル
声 - 阿部敦
ツオル帝国皇帝の次男。ホッサルに病の調査を指示した。
トゥーリム
声 - 安原義人
アカファ王の懐刀。ツオルへの反乱を計画。サエにヴァンの暗殺を指示した。
マコウカン
声 - 櫻井トオル
ホッサルの従者。
オーファン
声 - 藤真秀
火馬の郷を守りたい戦士。ツオルへの反乱を計画。
ケノイ
声 - 西村知道
山犬を操ることができる犬の王。ヴァンを犬の王の後継者として迎えたいと考えている。
アカファ王
声 - 玄田哲章
ツオルへの反乱を企む。

## スタッフ
- 原作：上橋菜穂子『鹿の王』（角川文庫・角川つばさ文庫 / KADOKAWA刊）[13]
- 監督：安藤雅司、宮地昌幸[13]
- 脚本：岸本卓[13]
- キャラクターデザイン・作画監督：安藤雅司[13]
- コンセプトビジュアル：品川宏樹[14]
- 美術監督：大野広司[14]
- 色彩設計：橋本賢[14]
- 撮影監督：田中宏侍[14]
- 音響監督：菊田浩巳[14]
- 音楽：富貴晴美[14]
- アニメーションプロデューサー：松下慶子
- 主題歌：milet『One Reason』（ソニー・ミュージックレーベルズ）[16]
- 配給：東宝[13]
- アニメーション制作：Production I.G[13]
- 製作：「鹿の王」製作委員会（KADOKAWA、日本テレビ放送網、Production I.G、東宝、ジェイアール東日本企画、読売テレビ放送、ムービーウォーカー、札幌テレビ放送、宮城テレビ放送、静岡第一テレビ、中京テレビ放送、広島テレビ放送、福岡放送）

## 制作
2019年3月、Production I.Gが小説『鹿の王』をアニメーション映画として制作することを発表。同年12月に制作スタッフと劇場公開日（2020年9月18日）が発表された。

## 公開
当初の公開予定日は2020年9月18日だったが、新型コロナウイルス感染症の感染拡大を受けて公開はほぼ1年後の2021年9月10日に延期された。
2021年8月26日、感染が再び拡大している状況を鑑みて公開を再延期することが発表される。
2021年12月6日、新たな公開日が2022年2月4日に決定したことが発表された。
2022年1月17日、東京・イイノホールで完成披露試写会が開催され、安藤雅司監督と出演声優陣が登壇。

## 漫画
関口太郎によるアニメ映画版のコミカライズ作品が、2021年7月26日より2022年3月2日まで無料Web漫画サイト「ヤングエースUP」（KADOKAWA）にて連載された。
- 上橋菜穂子（原作）・「鹿の王」製作委員会（翻案）・関口太郎（漫画）『鹿の王 ユナと約束の旅』KADOKAWA〈角川コミックス・エース〉、全2巻
  1. 上巻 2021年9月10日発売[26][27]、ISBN 978-4-04-111811-5
  2. 下巻 2022年3月10日発売[28]、ISBN 978-4-04-111812-2